# Brison-Saint-Innocent
Brison-Saint-Innocent is een Frans dorp en een Franse gemeente in het departement Savoie in de regio Auvergne-Rhône-Alpes. Het dorp is gelegen aan het meer van Bourget nabij de stad Aix-les-Bains. In het dorp staan naast woningen, een kerk en een gemeentehuis. Brison-Saint-Innocent telde op 1 januari 2022 2.443 inwoners.

## Geografie
De oppervlakte van Brison-Saint-Innocent bedroeg op 1 januari 2022 8,75 vierkante kilometer; de bevolkingsdichtheid was toen 279,2 inwoners per km².

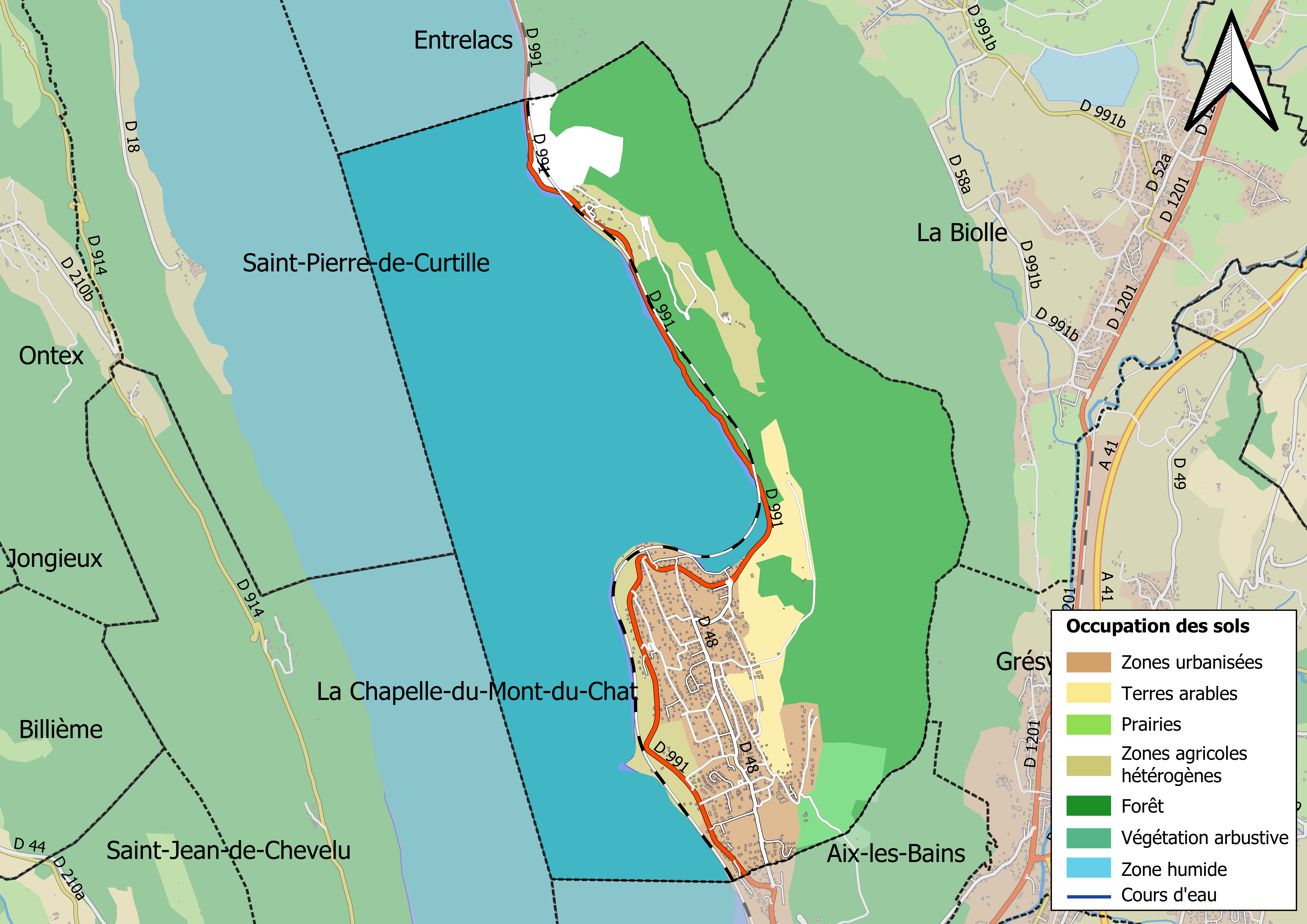
Kaart van de gemeente met de belangrijkste infrastructuur, bodemgebruik en omliggende gemeenten

## Demografie
Onderstaande figuur toont het verloop van het inwonertal (bron: INSEE-tellingen).